# Commission d'enquête sur l'exercice de la liberté syndicale dans l'industrie de la construction
La Commission d’enquête sur l’exercice de la liberté syndicale dans l’industrie de la construction, plus connue sous le nom de Commission Cliche, du nom de son président Robert Cliche, est une commission royale d'enquête québécoise formée en mars 1974 par le gouvernement provincial de Robert Bourassa. Elle fut créée à la suite des conflits intersyndicaux ayant entraîné le saccage de la Baie-James.

## Contexte

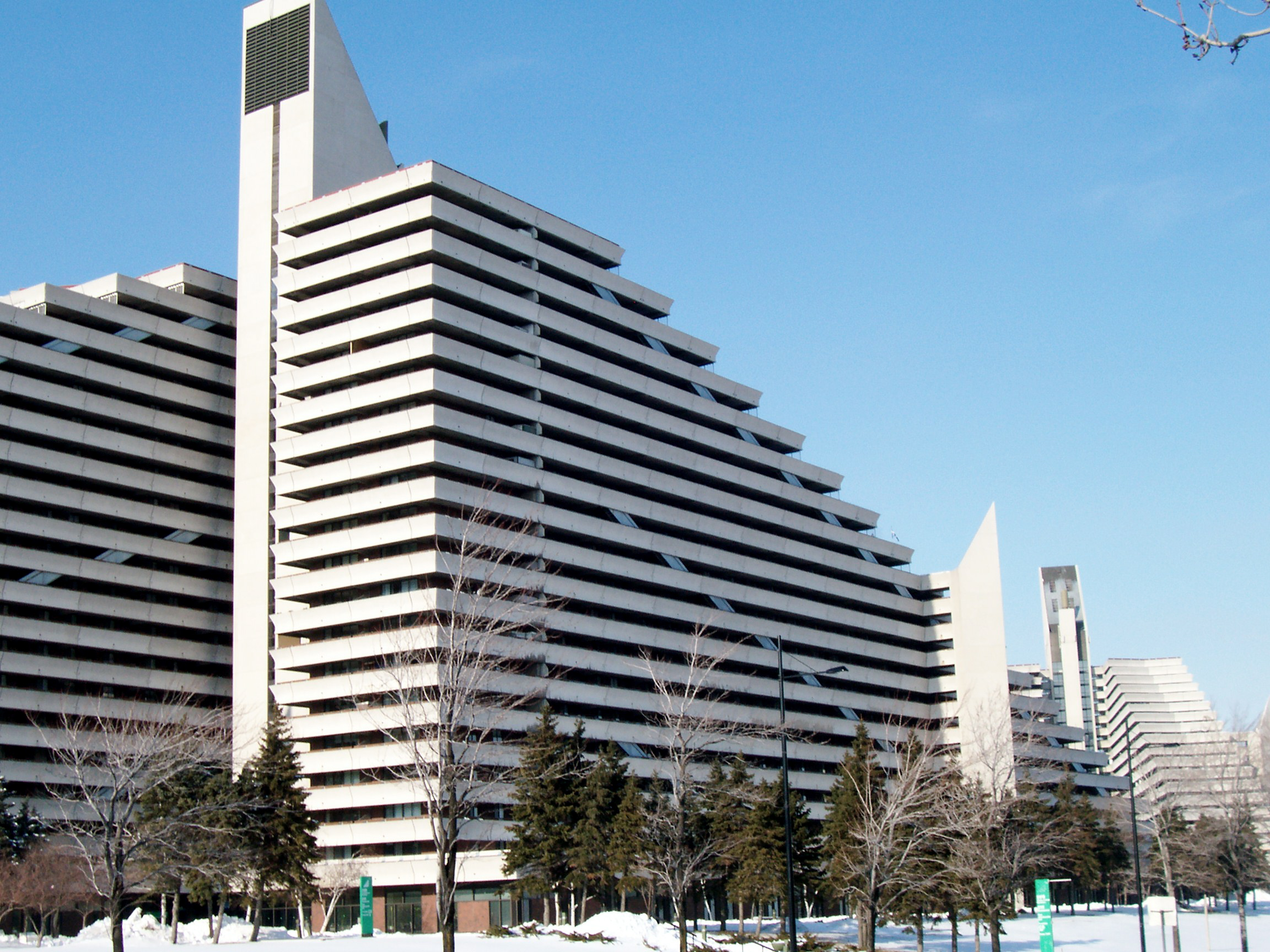
Le Village olympique de Montréal.

Les années 1960 et le début des années 1970 constituent une période de développement intensif des infrastructures au Québec. Les grands chantiers se multiplient : à Montréal, on s'affaire à construire le village et le Stade olympique ; le métro de Montréal s'étend à l'ouest et à l'est de la ville ; les gratte-ciels, l'aéroport de Mirabel et le nouveau campus de l'UQAM poussent comme des champignons. Ailleurs, on construit des bungalows, autoroutes, des hôpitaux et des collèges. Dans les régions périphériques, le développement minier à Murdochville, en Gaspésie et à Fermont, sur la Côte-Nord attire des milliers de travailleurs. Sans compter les deux grands projets de développement d'Hydro-Québec, à Manic-Outardes et à la baie James. Entre 1961 et 1976, les investissements en constructions neuves représentent 15 % du produit intérieur brut du Québec.
Les trois principales centrales syndicales québécoises actives dans le secteur de la construction — la Fédération des travailleurs du Québec (FTQ), la Confédération des syndicats nationaux (CSN) et la Centrale des syndicats démocratiques (CSD) — se livrent à une vive concurrence afin d'obtenir l'adhésion d'une majorité d'ouvriers sur les chantiers majeurs, dans ce qu'on appelle les périodes de maraudage. Des incidents entre représentants des différents syndicats se produisent régulièrement sur les chantiers. « Personne n'a échappé à l'offensive. Aucune région ne fut épargnée : Mont-Wright, Mirabel, Saint-Romuald, Sept-Îles, la Baie-James — chaque chantier important subissait le même sort, par les mêmes individus. »

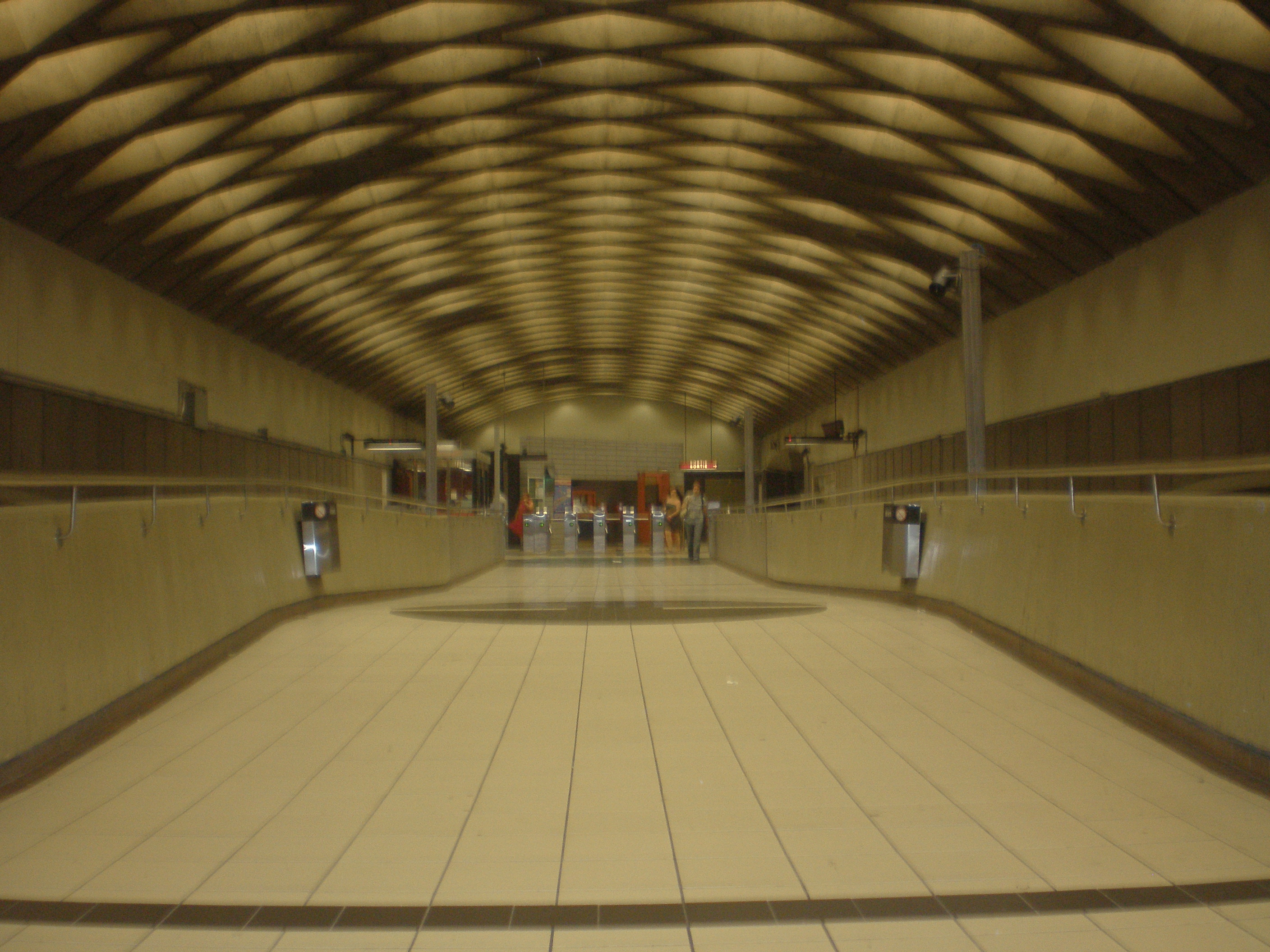
Station Jarry du métro de Montréal.

Bien que la législation en vigueur à l'époque prévoyait des périodes de maraudage d'une durée de 30 jours consécutifs par année, certaines sections locales « volent » des membres aux organisations concurrentes à longueur d'année. Tous les coups sont permis : l'intimidation, le chantage, les menaces, les bâtons de baseball et les barres de fer.
Une analyse menée par la Sûreté du Québec pour le compte de la commission indique qu'un pourcentage alarmant de délégués syndicaux se compose de repris de justice, condamnés dans le passé pour des crimes violents et associés à la pègre. Et les fiers-à-bras obtiennent des résultats : par exemple, un maraudage illégal mené à Murdochville auprès des travailleurs de Peninsula Construction permet à la FTQ-Construction de changer l'adhésion de 175 ouvriers, sur les 314 de l'entreprise.
Fort de ses succès sur les chantiers de tout le Québec, l'objectif des dirigeants de la FTQ-Construction consiste à s'assurer du monopole de l'affiliation syndicale des travailleurs du plus grand chantier de l'histoire du Québec, celui du projet de la Baie-James, ce à quoi la CSN s'oppose fermement. Les syndicats placent des hommes de confiance aux postes de délégués syndicaux chez les entrepreneurs. Une des entreprises retenues pour les travaux de la Baie-James, Spino Construction, se considère forcée d'embaucher deux organisateurs de la FTQ, Yvon Duhamel et Maurice Dupuis, afin d'éviter des problèmes sur ses autres chantiers, dont celui du métro de Montréal.

### Saccage de la Baie-James
Au début de l'année 1974, les travaux de la première phase du projet de la Baie-James se poursuivent dans le Nord-du-Québec. Quelque 800 travailleurs reviennent au travail après le congé des Fêtes. Parmi eux, une douzaine de fiers-à-bras, « dont la moitié ont des casiers judiciaires » agissent en tant que délégués syndicaux ou « agents d'affaires » de la FTQ; Duhamel et Dupuis sont du nombre. La CSN a quatre délégués présents sur le chantier.
Assez tôt, la situation dégénère. Certains travailleurs sont intimidés ou malmenés. Loin de représenter l'ensemble des syndiqués FTQ, Duhamel, qui travaille pour l'Union des opérateurs de machinerie lourde, local 791, mène une campagne de maraudage contre d'autres sections locales de sa propre centrale syndicale, après avoir négocié des conditions légèrement plus avantageuses pour les membres de sa section. Le Local 791 devient rapidement le syndicat le plus puissant du chantier, regroupant 60 % des ouvriers.
Le 12 mars, une bagarre éclate entre des délégués syndicaux de la FTQ et de la CSN ; le délégué syndical William Saint-Onge de la FTQ est expulsé du chantier. Quelques jours plus tard, Duhamel tente de faire congédier deux journaliers engagés par un entrepreneur, parce qu'ils sont membres de la CSN. C'est la goutte qui fait déborder le vase : la Société d'énergie de la Baie James avise Duhamel qu'il doit cesser ses agissements, sans quoi il sera expulsé du chantier lui aussi.
Le 21 mars 1974, des ouvriers saccagent et mettent à feu le campement du barrage LG-2 ainsi qu'un réservoir de carburant. Ils détruisent également une génératrice. Les travailleurs sont évacués et réintègrent le chantier 55 jours plus tard, le 9 mai.

## La Commission d’enquête

### Formation de la commission Cliche

Brian Mulroney

Le gouvernement de Robert Bourassa forme la commission le 27 mars 1974, six jours après le saccage du chantier. Un arrêté ministériel désigne le juge en chef adjoint de la Cour provinciale, Robert Cliche, à la présidence de la commission. Il sera épaulé dans ses fonctions par l'avocat montréalais Brian Mulroney et le vice-président de la Centrale de l'enseignement du Québec, Guy Chevrette,. Le procureur en chef de la Commission est un procureur de la Couronne chevronné, Me Jean Dutil, qui quittera la commission Cliche pour devenir juge et présider la seconde phase de la Commission d'enquête sur le crime organisé, le 13 décembre 1974. 
Il sera épaulé de Nicol Henry de Québec, de Paul-Arthur Gendreau, de Rimouski, ainsi que de Lucien Bouchard, un avocat du Saguenay–Lac-Saint-Jean. Les trois commissaires connaissent Me Bouchard de longue date : Bouchard et Mulroney ont été des collègues de classe à la faculté de droit de l'Université Laval, Robert Cliche a été leur professeur et Guy Chevrette a comparu et siégé avec les autres au sein des tribunaux d'arbitrage de l'Éducation.
Pendant six mois, les commissaires entendent 279 témoignages pendant 68 journées d'audiences publiques. Tout le petit monde de la construction et leurs victimes défilent aux audiences : représentants syndicaux et patronaux, fonctionnaires corrompus, conseillers politiques peu scrupuleux et les ministres Jérôme Choquette et Jean Cournoyer. Le juge Cliche et les commissaires Mulroney et Chevrette recueillent aussi l'opinion d'experts-comptables et des enquêteurs de la Sûreté du Québec, qui ont monté des opérations d'écoutes téléphoniques contre certains individus.
La journaliste Gisèle Tremblay qui a suivi les travaux de la commission pour le compte du magazine Maclean, décrit la comparution « comme un défilé de personnages felliniens pris en faute dans les rôles les plus divers à l'appel d'un metteur en scène chevronné ».

### Le rapport
Dans son rapport, remis en mai 1975, la commission formule 134 recommandations, dont la mise en tutelle pour trois ans de quatre sections locales de la FTQ, les locaux des électriciens (local 1677), des opérateurs de machinerie lourde (local 791), des mécaniciens d'ascenseurs (local 89) et des plombiers (local 144). La tutelle gouvernementale des trois premiers syndicats sera levée en octobre 1981 alors que le syndicat des plombiers ne regagnera son autonomie qu'en février 1987.
La commission porte un jugement sévère sur les événements de LG-2. Il ne s'agissait pas, selon la commission, d'un soulèvement spontané des travailleurs, « mais d'une opération montée par un noyau de mécréants, dirigés par Duhamel, pour montrer une fois pour toutes, qui était le maître à la Baie James »,. La commission établit qu'au total, les coûts directs et indirects du saccage de la Baie-James s'élèveraient à une trentaine de millions de dollars canadiens,.

### Le roi de la construction
Le rapport de la Commission consacre une quinzaine de pages de son rapport au rôle joué par André « Dédé » Desjardins, « le roi de la construction », qu'elle identifie comme le grand responsable du climat de violence sur les chantiers du Québec. Le vice-président de la FTQ, et directeur général du Conseil des métiers de la construction — une fédération syndicale qui regroupe 70 000 syndiqués de la centrale — serait le responsable d'un climat de terreur qui force 41 % des ouvriers interrogés dans un sondage mené pour le compte de la Commission à quitter un lieu de travail. Les conversations enregistrées par la police et mises à la disposition indiquent que Desjardins aurait été le responsable de la fermeture des chantiers à l'été 1974, en guise de rétorsion contre la création d'une commission d'enquête sur ses agissements.
Le jugement des commissaires est sans appel. Décrit comme un meneur d'hommes, un stratège et un organisateur « aux qualités exceptionnelles [...] gâchées par un goût effréné du pouvoir », Desjardins est un homme pour qui la violence est si naturelle, qu'il n'hésite pas à s'associer à des repris de justice pour parvenir à ses fins.

### Réactions syndicales
Les réactions des syndicats ne se sont pas fait attendre. Tant du côté de la FTQ que de la CSN — qui avait été blanchie, avec la CSD de toute malversation — dénoncent le rapport, qui fait porter, selon eux, l'ensemble du blâme sur les syndicats. Marcel Pepin, de la CSN affirme que les patrons étaient complices de la corruption qui régnait sur les chantiers. Le président de la FTQ, Louis Laberge — que le rapport n'implique pas directement dans les malversations, tout en le blâmant pour sa « tolérance » à l'égard de Desjardins et ses complices — a toujours maintenu que l'ensemble des travaux de la commission Cliche était une « vaste opération antisyndicale ».
Dans deux biographies publiées une vingtaine d'années après les faits,, les anciens dirigeants de la FTQ et de la CSN s'en prennent à Guy Chevrette, dont ils avaient suggéré le nom pour représenter la position syndicale au cours des travaux. Parlant de Chevrette, Pepin déclare : « Je le croyais bien armé, ce gars-là, mais il s'est fait embarquer ! Mulroney l'a mis dans sa poche. Bouchard aussi. ».